# 8579 Hieizan
8579 Hieizan eller 1996 XV19 är en asteroid i huvudbältet som upptäcktes den 11 december 1996 av den japanska astronomen Takao Kobayashi vid Ōizumi-observatoriet. Den är uppkallad efter det japanska berget Hiei-zan.
Asteroiden har en diameter på ungefär 11 kilometer.